# 스웨덴의 역사
스웨덴의 역사는 1397년 형성된 칼마르 동맹에서의 탈퇴와 16세기 구스타브 1세 바사 왕에 의한 통일로 요약된다. 17세기에 스웨덴은 영토를 넓혀가며 스웨덴 제국을 형성했다. 이 시기에 점령했던 대부분의 영토는 18세기에 잃게된다. 19세기 초에 핀란드와 스칸디나비아반도 밖에 있던 영토를 상실하였다. 1814년에 있던 마지막 전쟁 후로 스웨덴은 1905년까지 노르웨이와 동군연합을 결성한다. 1814년부터 스웨덴은 평화시에는 비동맹주의를 유지하고 전시에는 중립을 지키는 정책으로 평화를 유지하였다.

## 선사시대와 초기 스웨덴
이웃 나라 노르웨이처럼 스웨덴도 전 국토에 걸쳐 많은 암각화(스웨덴어로는 ristningar 또는 hällristningar라고 한다)를 발견할 수 있다. 특히 보후스랜(Bohuslän) 지방에 집중되어 있는데, 가장 오래된 그림은 기원전 5000년의 것으로 추정되는 옘틀란드(Jämtland)의 그림이다. 그 그림들은 순록, 사슴, 곰, 물개와 같은 야생 동물을 나타내고 있다. 기원전 2300년부터 500년까지 가장 많은 그림들이 그려졌는데, 농사, 전쟁, 교역, 가축에 관한 그림들이 주로 그려졌다. 기원전 800년부터 500년까지는 성적 본능에 관한 그림이 보후스랜에서 발견되었다.
스웨덴이 국가로서 정확히 몇 년에 세워졌는지는 정확하지 않다. 왜냐하면 스웨덴은 고대 웁살라(Uppsala)에 있던 가장 강했던 스베아 왕국(Svea Rike; 스베아 리케)이 발전되어서 만들어졌기 때문이다. 스베아 왕국의 존재는 100년경에 타키투스에 의해 이미 알려졌다. 서쪽과 동쪽에 있던 예아트스(Geats)도 또한 국가를 구성하는 데에 있어 중요한 역할을 차지한다.
1000년경에 처음으로 스베아와 예타 왕국(Göta Riken; 예타 리켄)에 기록된 왕인 올오프 회트코눙(Olof Skötkonung)이 등장하지만 재위 기간과 권력의 실재여부가 불명확하다. 12세기에 스웨덴은 여전히 에릭가(Erik clan)과 스베르케르가(Sverker clan)사이에 왕위 다툼을 하고 있었다.
결국에 그 왕위 다툼은 제3의 세력이 에릭가와 결혼하여 폴쿵 왕가(Folkunga dynasty)를 세우면서 마무리 되었다. 이 왕가는 칼마르 동맹이 결성되기 전까지 실질적인 국가로 존재하였고, 흑사병이 퍼지면서 결정적으로 쇠퇴하게 된다. 비가톨릭국가에서 가톨릭국가로의 전환은 복잡하고 점진적이고 때때로는 폭력적인 과정이었다.
초기에는 스칸디나비아와 색슨족 사이의 데인법에 의해 잉글랜드와 아일랜드의 수도승이 와서 포교 활동을 하였다. 독일의 영향력은 안스가르에 의한 포교 시도 때문에 초기에는 그다지 크지 않았지만, 결국에는, 특히 노르만 정복 이후로, 스웨덴 지역에서 가장 큰 영향을 미치게 되었다. 스웨덴과 루스 귀족 사이의 밀접한 관계에도 불구하고 동방 정교회의 영향은 언어의 장벽 때문에 거의 없었다.
이렇게 통합된 기간 동안 스웨덴은 현재 핀란드의 중심인 타바스틀란드(Tavastland)로의 초기 십자군 정복에 의해 이미 핀란드를 포함하고 있었다.

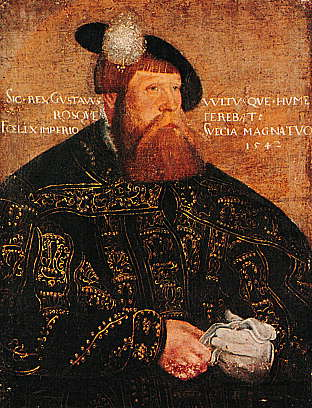
구스타브 1세 바사

흑사병과 스웨덴 내부 권력 분쟁 후에 덴마크의 여왕 마르그레테 1세가 북유럽의 국가들을 1397년에 스웨덴 귀족들의 동의 하에 칼마르 동맹이란 이름 하에 통합한다. 하지만 통합으로 인한 계속되는 국가와 동맹 사이의 경제 압박은 결국 15세기에 스웨덴과 덴마크 사이에 분쟁으로 연결되게 된다. 결국 동맹은 스웨덴과 덴마크 사이의 긴 분쟁 속에서 16세기에 해체되게 된다.
1523년 스웨덴은 덴마크와의 스웨덴 해방 전쟁에서 승리하면서 칼마르 동맹에서 독립했다. 이를 계기로 칼마르 동맹은 해체되었다. 구스타브 1세 바사 국왕은 스웨덴의 독립과 칼마르 동맹을 재구성하는 세력들을 부수기 위해 싸웠고 근대 스웨덴의 기초를 마련하였다. 동시에 그는 로마 가톨릭교회와의 관계를 끊고 종교 개혁을 받아들여 루터교를 국교로 정한다.

## 근대 스웨덴
17세기에 덴마크, 모스크바 그리고 폴란드를 상대로 한 전쟁에서 승리한 스웨덴은 겨우 100만의 인구에도 불과하고 강대국으로 떠오른다. 구스타브 2세 아돌프는 종교적 이유뿐만 아니라 정치적, 그리고 유럽의 균형을 위해 30년 전쟁에 참전한다.
1645년의 브룀세브로(Brömsebro) 조약과 1658년의 로스킬데(Roskilde) 조약에 의해 스웨덴은 덴마크와 노르웨이의 중요한 지역을 획득한다. 1648년 베스트팔렌 조약에 따라 스웨덴은 후에 에스토니아, 리보니아, 그리고 북부 독일이 되게 되는 잉그리아, 지금의 상트페테르부르크를 지배하게 된다.

스웨덴 제국의 형성, 1560-1660

모스크바, 작센-폴란드, 덴마크-노르웨이는 1700년에 동맹을 맺고 스웨덴 제국을 공격하였다. 스웨덴의 칼 12세는 비록 어렸지만 대북방 전쟁 초기에 나르바 전투에서 눈부신 승리를 거두었다. 모스크바를 공격하여 모스크바를 제압하는 계획은 그가 너무 야심찼다는 것을 증명한다. 폴타바 전투에서는 모스크바에 큰 패배를 당한 칼 12세는 1718년 노르웨이의 프레데릭스텐(Frederiksten) 요새 공성전 도중 총에 맞아 죽는다. 후에 맺어진 평화조약에서 프로이센과 잉글랜드-하노버가 합세한 동맹군은 스웨덴의 힘에 의한 지배를 종식시켰고 제한된 왕권과 의회 정치시대를 열게하였다.
의회 정치는 200년동안 유지되었다. 구스타브 3세에 의한 무혈 쿠데타는 스웨덴을 절대 왕정으로 복귀시켰다. 이런 지배는 나폴레옹 전쟁에 말려들 때까지 지속되었고, 나폴레옹 전쟁으로 인해 스웨덴은 1809년에 핀란드를 러시아에 넘겨주게 된다.

## 노르웨이와의 통합과 스웨덴의 산업화
그 후에 프랑스 출신 장군 장바티스트 베르나도트(Jean-Baptiste Bernadotte)가 의회(Riksdag)에서 왕세자로 선출되어 스웨덴의 왕으로 즉위한다. 1813년 그의 군대는 나폴레옹에 대항하는 연합군에 합류하여 본회베드(Bornhöved)에서 덴마크군을 격파한다. 키엘 조약에서 덴마크-노르웨이의 왕은 노르웨이 본토를 스웨덴 왕에게 넘겨주게된다. 하지만 노르웨이는 독립을 선언하며 새로운 왕을 선출한다. 스웨덴은 키엘 조약을 따를 것을 주장하며 노르웨이를 침공한다. 짧은 전쟁 후에 모스 조약은 두 나라 사이의 동군연합을 승인한다. 이 연합은 1905년 노르웨이의 요구에 의해 평화롭게 해제된다. 칼 14세 요한의 즉위기간(1818-1844) 동안 부드럽지만 효율적인 산업화가 시작된다. 이 첫 발걸음은 시골의 대장간과 초기 섬유산업과 제재소에서 찾을 수 있다.
19세기 산업 혁명 기간 동안 스웨덴의 주요 농업활동은 차차 마을단위에서 개인 농장활동으로 이동한다. 이러한 경제와 산업의 성장에도 불구하고 인구의 그러한 성장을 보여주지 못한다. 대략 100만명의 스웨덴 사람들이 1850년과 1890년 사이에 미국과 캐나다로 이주한다. 19세기는 많은 반대 언론의 등장, 자유 기업에 의한 거래와 생산에서 길드 독점의 폐지, 조세제도와 선거제도의 개편, 국가 상비군의 설치, 그리고 3개의 주요 정당 - 민주당, 자유당, 보수당의 등장으로 대표된다.
스웨덴이 중립을 지켰던 제1차 세계 대전 기간과 전후에 스웨덴은 전 세계에 걸친 철, 볼 베어링, 펄프, 성냥 수요로 인해 큰 이익을 본다. 전후의 번영은 현대 스웨덴의 주체성과도 같은 사회보장기금 마련에 큰 보탬이 된다. 1930년대의 소비에트와 독일의 확장주의에서 중립을 지키는 외교정책은 북유럽 공동 방어전선의 형성을 실패하게 했다. 스웨덴은 제2차 세계 대전동안에도 중립을 지켰고 현재까지도 비동맹주의를 유지하고있다.
제2차 세계 대전 동안 이웃나라가 차츰 전쟁에 말려들어감에도 불구하고 스웨덴은 중립을 유지하였다. 스웨덴은 전쟁을 하는 양 쪽 모두를 지원하였다. 외교관 라울 발렌베리는 수많은 헝가리의 유대인들을 탈출시키는 데 성공하였다.

## 제2차 세계 대전이후의 스웨덴
스웨덴은 전후인 1946년에 국제 연합의 회원국이 되었다. 그 후에 다그 함마르셸드가 2대 사무총장이 되었다.

## 같이 보기
- 스웨덴의 국기
- 유럽 연합의 역사
- 스웨덴의 총리 목록
- 스웨덴의 군주 목록
- 스웨덴의 정치